# Секст Мартиниан
Секст Марций Мартиниан е римски император от юли до 18 септември 324. Той е назначен за съимператор от Лициний.
През 324 втората гражданска война между Лициний и Константин I е в разгара си и Лициний губи. Поради тази война той решава да замени Константин (само номинално) като западен Augustus. На негово място той посочва Мартиниан, по това време magister officiorum в неговия двор, за съимператор известно време след битката при Адрианопол на 3 юли 324.
Лициний изпраща Мартиниан в град Лампсак (Lampsacus) на Дарданелите, за да нападне Константин, докато той пресича Босфора. Мартиниан несъмнено не сполучва, защото на 18 септември Лициний е победен за последен път в битката при Хрисополис. Мартиниан е убит по заповед на Константин, докато Лициний първоначално е пощаден.